# Свети Никола (Беловодица)
Вижте пояснителната страница за други значения на Свети Никола.
„Свети Никола“ (на македонска литературна норма: „Свети Никола“) е православна възрожденска църква в прилепското село Беловодица, Северна Македония. Църквата е под управлението на Преспанско-Пелагонийската епархия на Македонската православна църква.
Църквата е издигната и изписана в 1885 година. Представлява трикорабна сграда, с полукръгла апсида на източната страна, която отвън е разчленена на пет слепи ниши. На западната страна има галерия на кат. Много от иконите са на дебърския майстор Евтим Спасов. Иконата на Богородица (92 х 63 cm) е подписана: „Из руки го Ефтим Спасовичъ Зографъ от Гари 1885“.
- Стенопис на Христос Вседържител
- Стенопис на Богородица Ширшая небес
- От изток
- Камбанарията